# Georg von Widmont

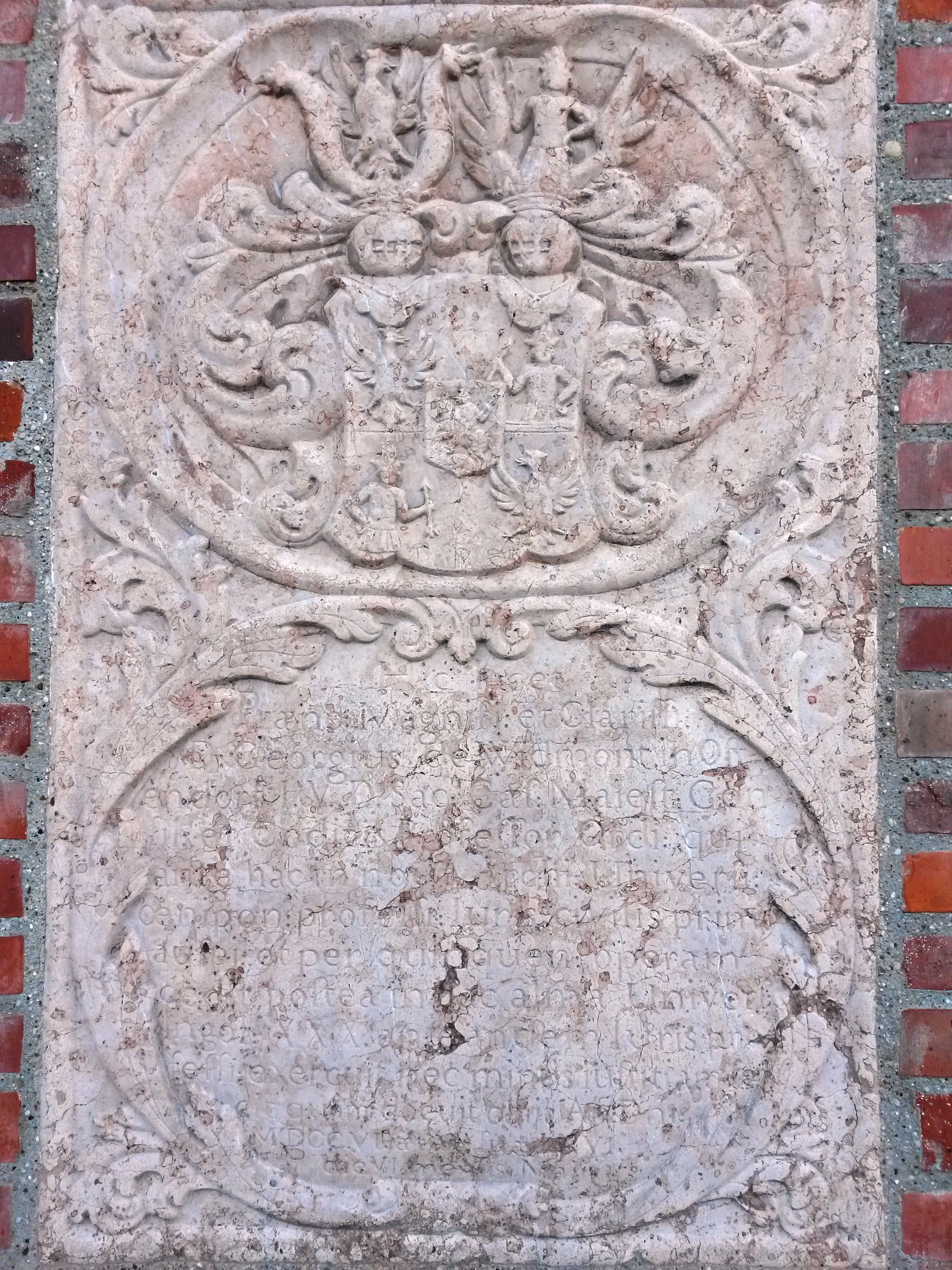
Epitaph des Georg von Widmont

Georg von Widmont auf Offendorf, ursprünglich Georg Widmann, auch Georgius de Widmont (* um 1640; † 6. Mai 1706 in Ingolstadt), war ein deutscher Jurist und Hochschullehrer.

## Leben
Georg von Widmont wurde um 1640 geboren. Er war zunächst kurfürstlich-bayerischer Hofratsadvokat in München. Ab 1668 war er Schlossherr in Offendorf. Am 6. Oktober 1671 trat er als Professor für Pandektenwissenschaft an der Universität Innsbruck in Erscheinung. Zudem war er dort anwaltlich tätig. 1676 übernahm er eine Professur an der Universität Ingolstadt für Institutionenlehre, Pandektenwissenschaft, Prozess- und Lehnsrecht. Er starb am 6. Mai 1706 in Ingolstadt.

## Werke
- De iure retractus (um 1670)
- Tractatus de transactionibus (1687)
- Collegia in Pandectas, sieben Bände (1698–1713); später neu aufgelegt als Commentarius ad digesta et ius universum (posthum 1720)